# Komosa piżmowa
Komosa piżmowa, komosa meksykańska, herbata jezuicka (Dysphania ambrosioides  (L.) Mosyakin & Clemants) – gatunek rośliny należący w różnych systemach klasyfikacyjnych do rodziny komosowatych lub szarłatowatych. Pochodzi z Meksyku. W Europie i w Polsce jest czasami uprawiana, jej zdziczałe formy można niekiedy spotkać w środowisku naturalnym (gatunek zawleczony). Status gatunku we florze Polski: efemerofit.

## Morfologia

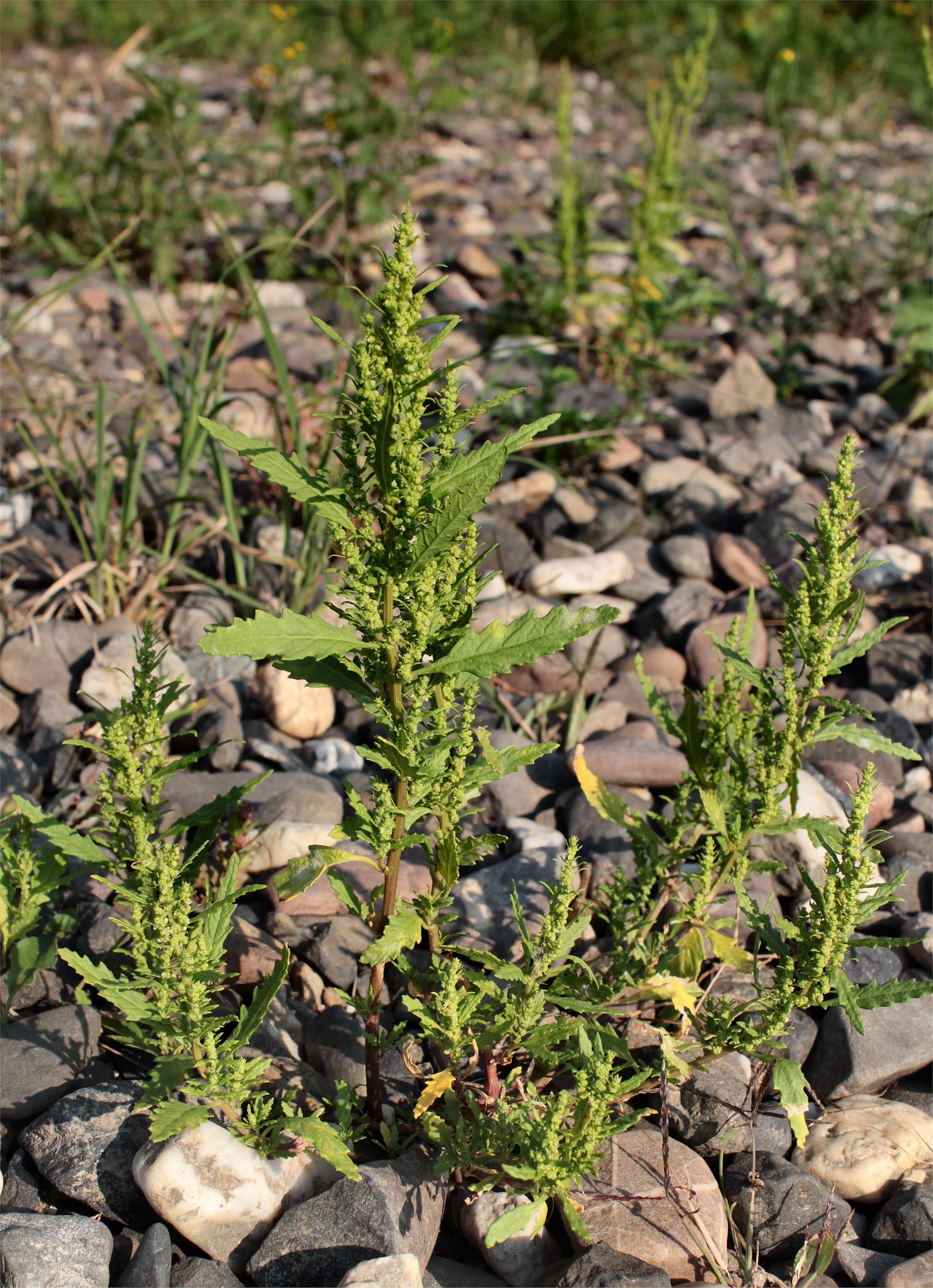
Pokrój

ŁodygaStosunkowo gruba łodyga, wzniesiona i rozgałęziająca się. Cała jest lepka, pokryta gruczołowymi włoskami. Cała roślina wydziela cytrynowy zapach.
LiściePodłużnie lancetowate liście na spodniej stronie są lepkie i pokryte gruczołowymi włoskami. Górne liście są całobrzegie, dolne w niewielkim stopniu ząbkowane.
KwiatyKwiatostan złożony, wyrastający na łodyżkach w kątach liści. Drobne, zielonawe kwiaty, wyrastają w kłębikach, które z kolei tworzą pozorne grono. Okwiat podczas dojrzewania silnie grubieje i otacza nasiono. Kwitnie od czerwca do lipca, jest wiatropylna.
OwocDrobne, spłaszczone orzechy otoczone stulonym okwiatem.

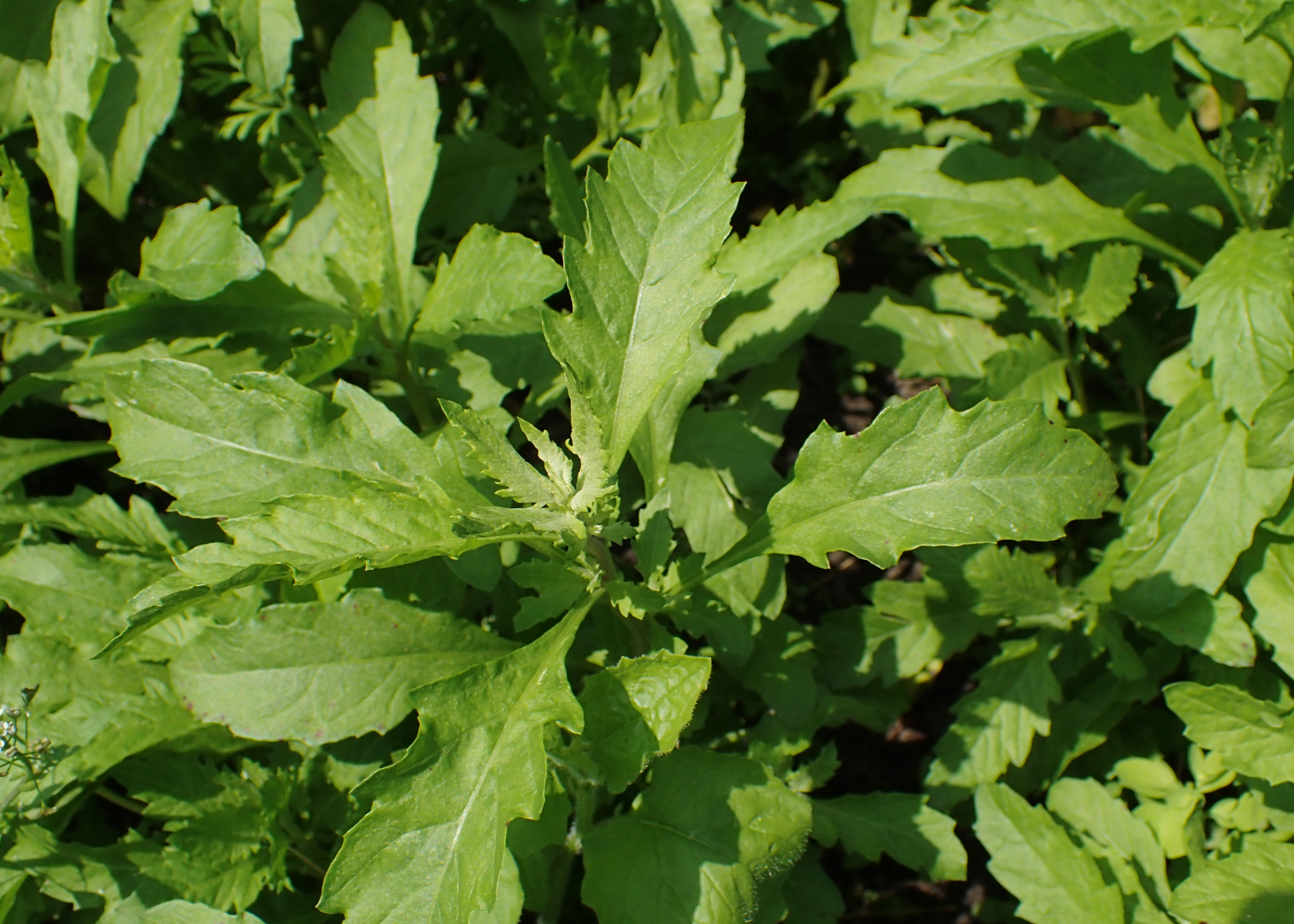
Liście
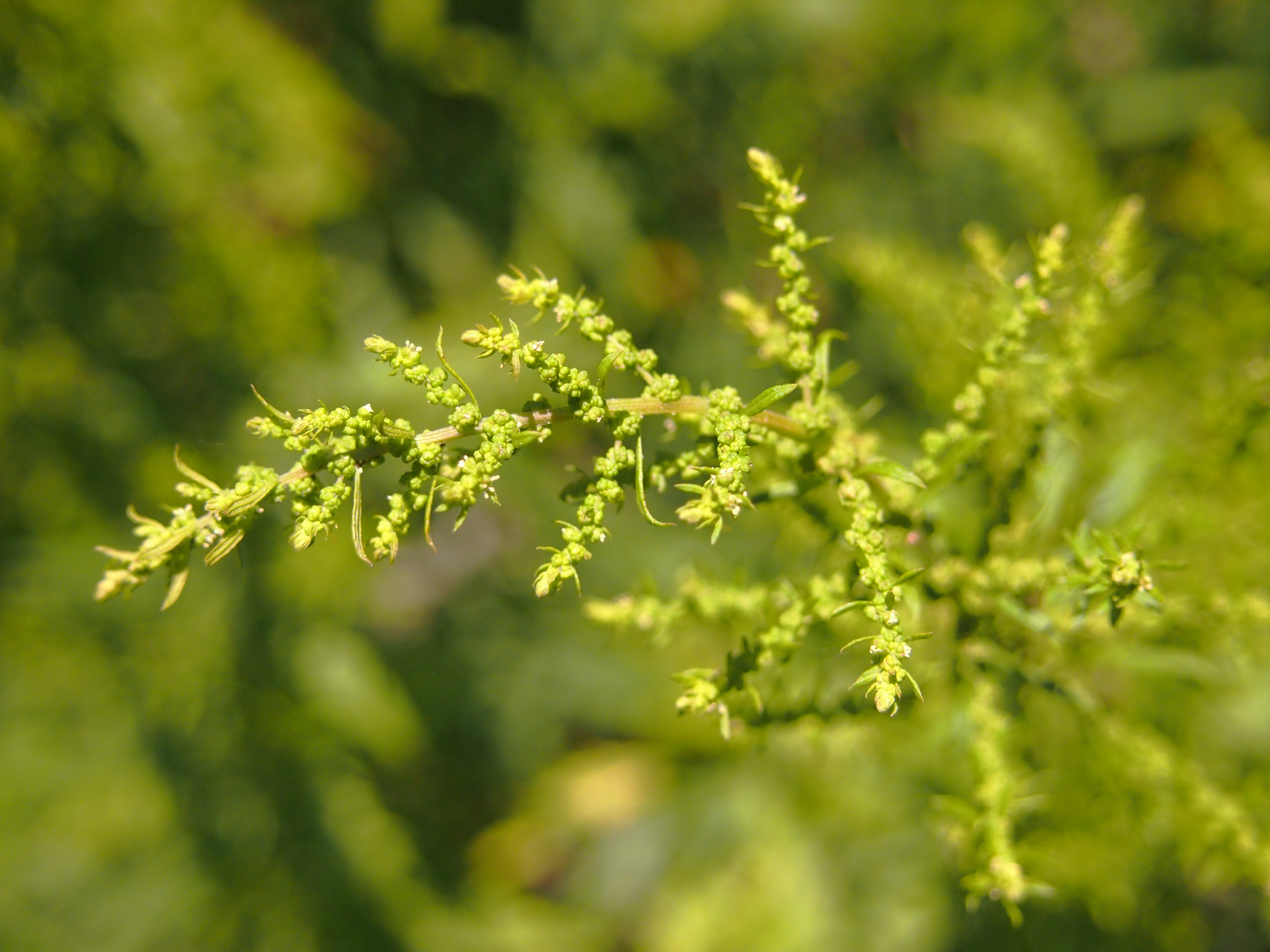
Pęd kwitnący
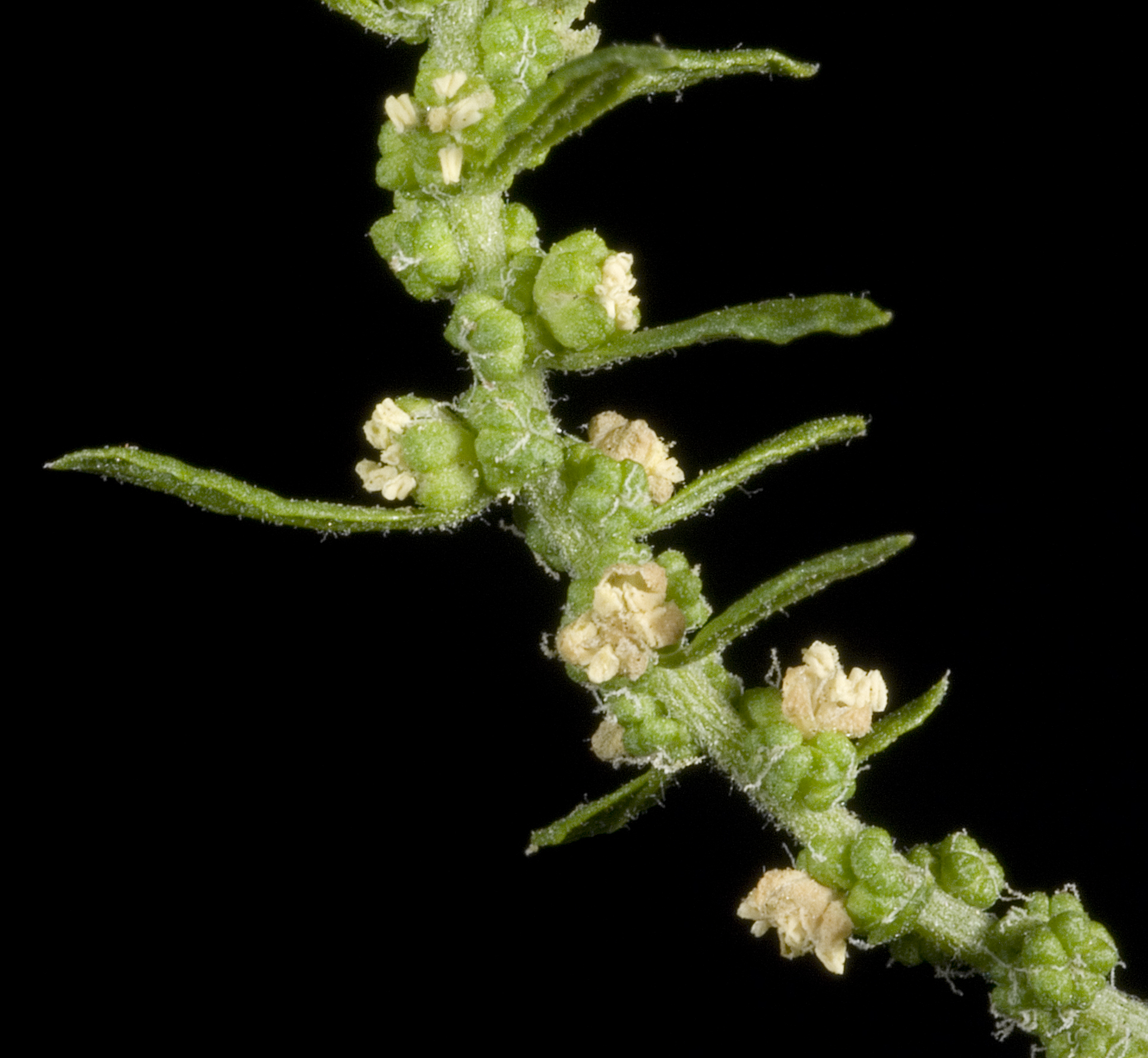
Kwiaty

## Biologia i ekologia
Rośnie na przydrożach, śmietniskach, rowach, polach uprawnych. Jest rośliną ruderalną.
Roślina trującaPędy nadziemne i owoce wydzielają trujące dla zwierząt i ludzi olejki eteryczne, składające się m.in. z askarydolu, limonenonu i innych terpenów. U bydła objawami zatrucia są: utrata apetytu, chwiejny chód, obniżenie ciśnienia krwi, wreszcie zapaść. U koni ponadto nieskoordynowane ruchy, drgawki, niemożność przełykania, i także zapaść.

## Zastosowanie
- Roślina lecznicza:
  - Surowiec zielarski: ziele (Chenopodii anthelminthici), olejek komosowy (Oleum Chenopodii).
  - Działanie: olejek eteryczny ma działanie przeciwrobaczycowe – używa się go do zwalczania owsików, glisty ludzkiej, tęgoryjca dwunastnicy. Poraża on mięśnie robaków, umożliwiając wydalenie ich wraz z kałem. Jednak łatwo o przedawkowanie, prowadzące do zatrucia. Podaje się go razem z silnym środkiem przeczyszczającym. Nieumiejętne stosowanie może doprowadzić do uszkodzenia nerek, wątroby, głuchoty, drgawek, a nawet śmierci.
- W Meksyku i innych krajach Ameryki Łacińskiej komosa piżmowa jest używana jako przyprawa, pod nazwą epazote, dodawana w końcowej fazie gotowania potraw z fasoli popularnych w tym regionie (redukuje gazy żołądkowe powodowane przez te potrawy).
- Wchodziła w skład niektórych kosmetyków. Obecnie zabronione jest jej użycie do tego celu.
- Dawniej stosowano napar z ziela komosy i olejek komosowy do leczenia chorób skóry i chorób wenerycznych.